# 掏子孙桶
掏子孫桶，又称摸子孙桶、掏马桶、摸马桶，是中式婚禮一個儀式，在新人入新房對席後，讓小孩掏子孫桶（嫁妆里的马桶，今多用痰盂代替）里的喜糖吃。

## 儀式
子孙桶裡預先填满喜糖，婚床上也預先撒好喜糖，喜被里也藏好喜蛋、喜糖，邀请生肖和新人不相剋的儿童来掏子孙桶里的喜糖吃，以图吉利，祈求新人早生贵子，繁衍壮大家族。但不可邀请属虎的儿童，因属虎为凶，所以旧时中国民间信仰忌讳属虎之人入新房。
新人立于床前，新娘送亲女眷们随侍两旁。儿童竞相奔向马桶、婚床和喜被，抢着摸里面的果子吃，这是喜庆吉祥之事。依大部分地区的婚俗礼仪，摸马桶时必须先由一个聪明伶俐的小孩吟吉语，例如：“小金桶，圆又圆，三道金箍往上传。上面蹲的新贵人，怀里揣个小状元。”等这个为首的小孩开口动了手，其余生肖和新人不相克的小孩子们就可以跟着一起抢，争抢越热闹，主人家越高兴。